# 霍巴特滑稽坦克

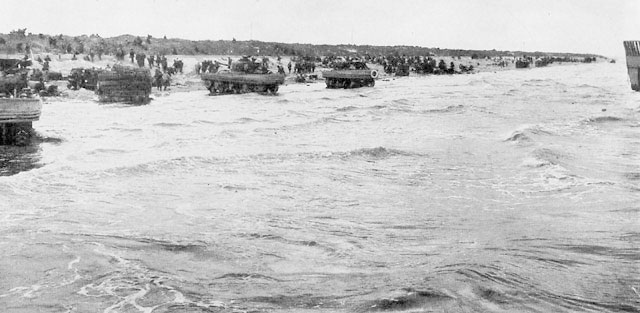
一群盟軍DD兩棲坦克正在等待登岸，圖片攝於D日H時後一段短時間後的猶他海灘。

霍巴特滑稽坦克（Hobart's Funnies）是指二戰時期英國陸軍第79裝甲師的一系列的裝甲工程車輛，開發原因是因為第厄普突擊戰時盟軍欠缺有效的支援，裝甲車輛根本無法脫離灘頭，為了在日後的諾曼第戰役中順利登陸，由珀西·霍巴特（Percy Hobart）少將領導的改裝團隊以當時服役坦克改裝而成各式特殊用途工程車輛，這些設計亦一直留存下來，成為今天軍用工程車輛的始祖。

## 歷史

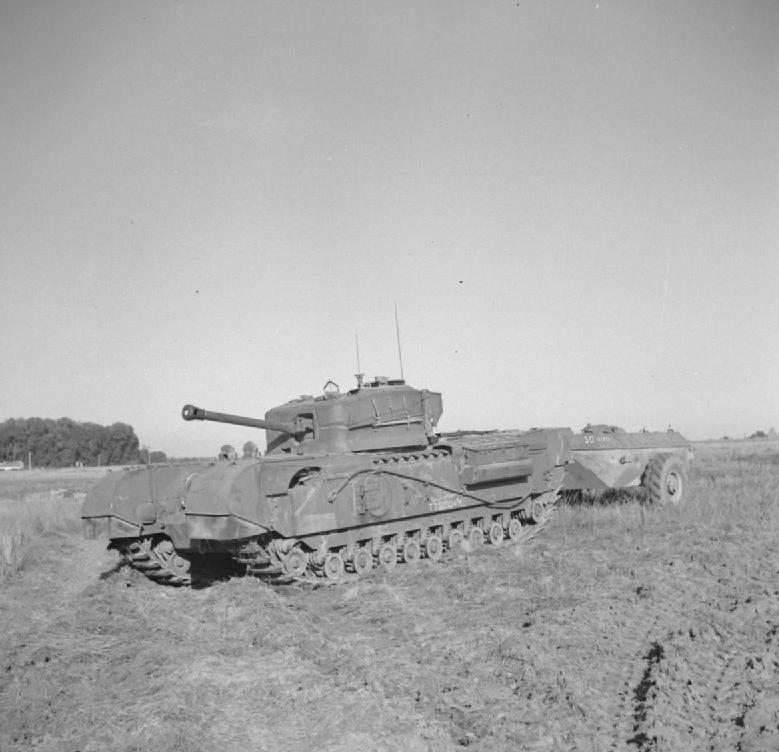
邱吉爾鱷魚。

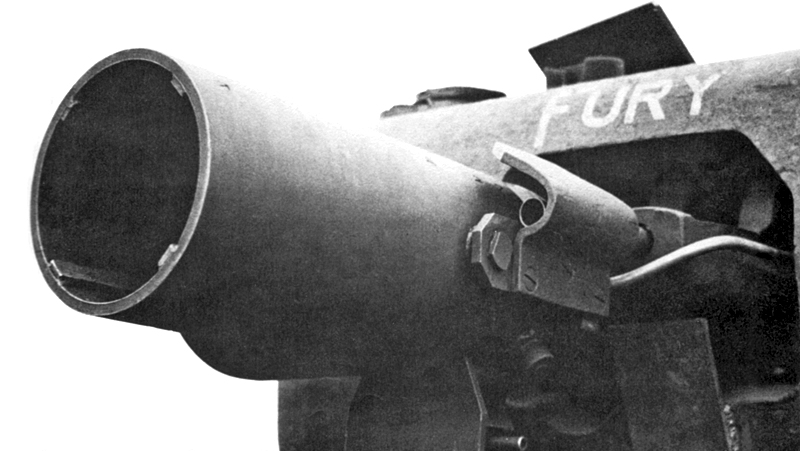
邱吉爾AVRE的290毫米大口徑迫擊炮。

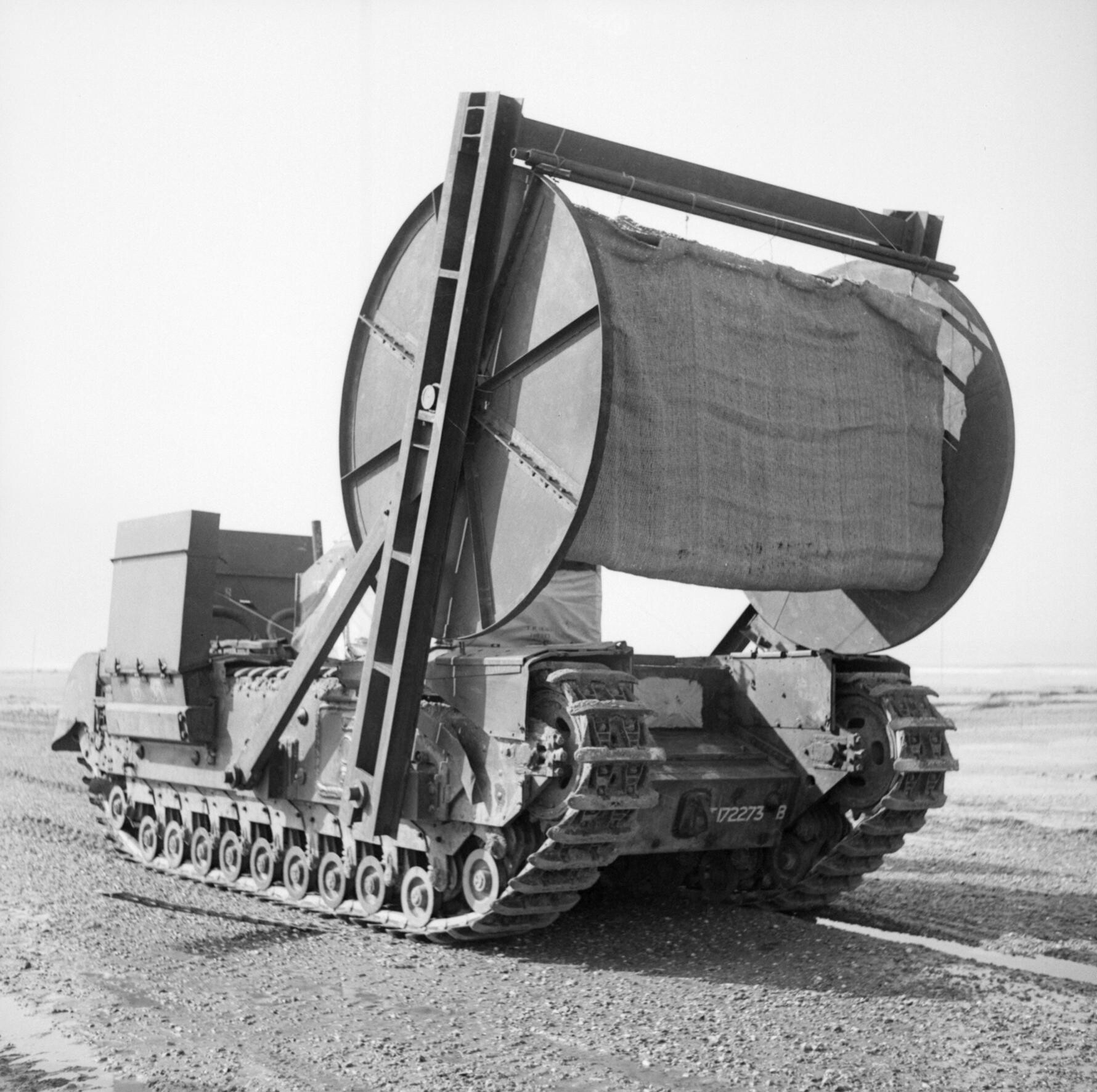
加裝帆布捲筒的邱吉爾AVRE。

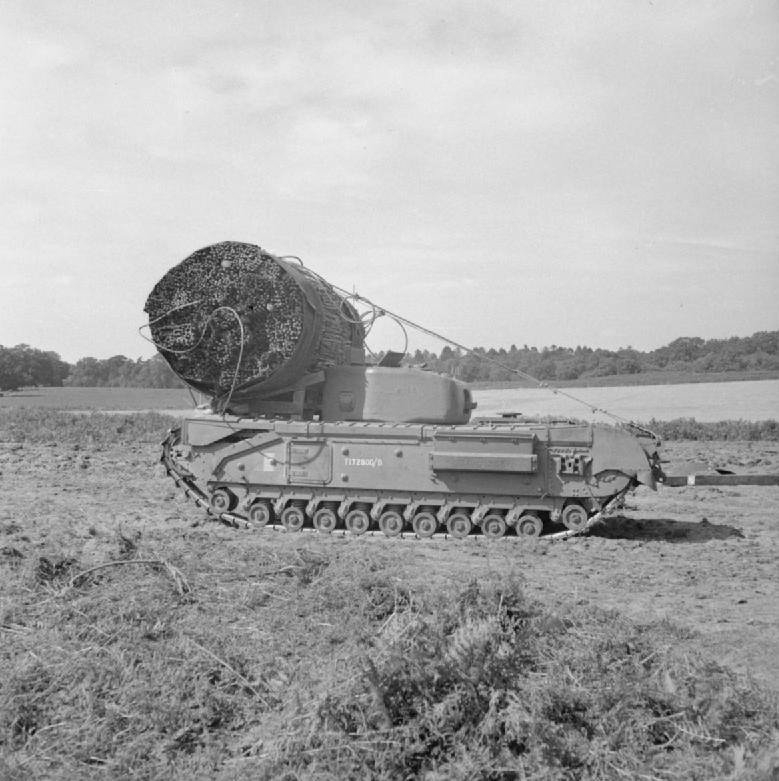
邱吉爾柴捆。

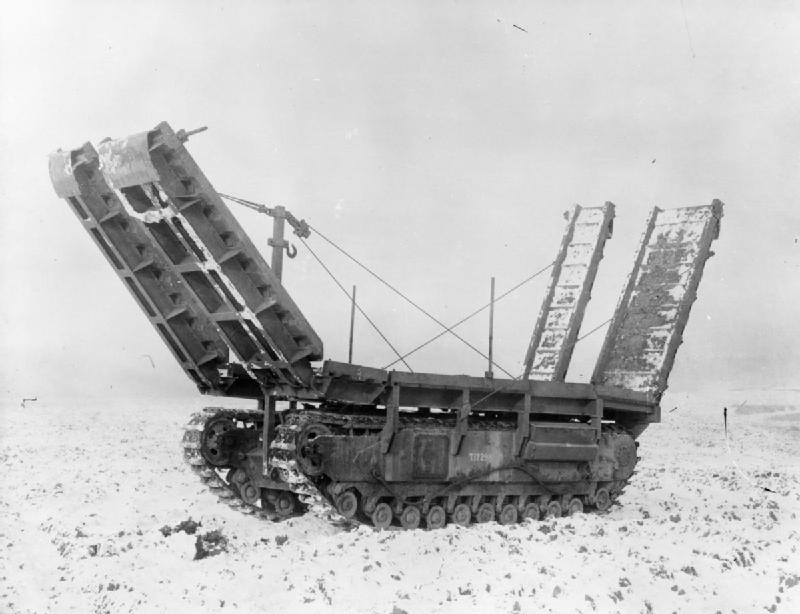
邱吉爾ARK Mk II。

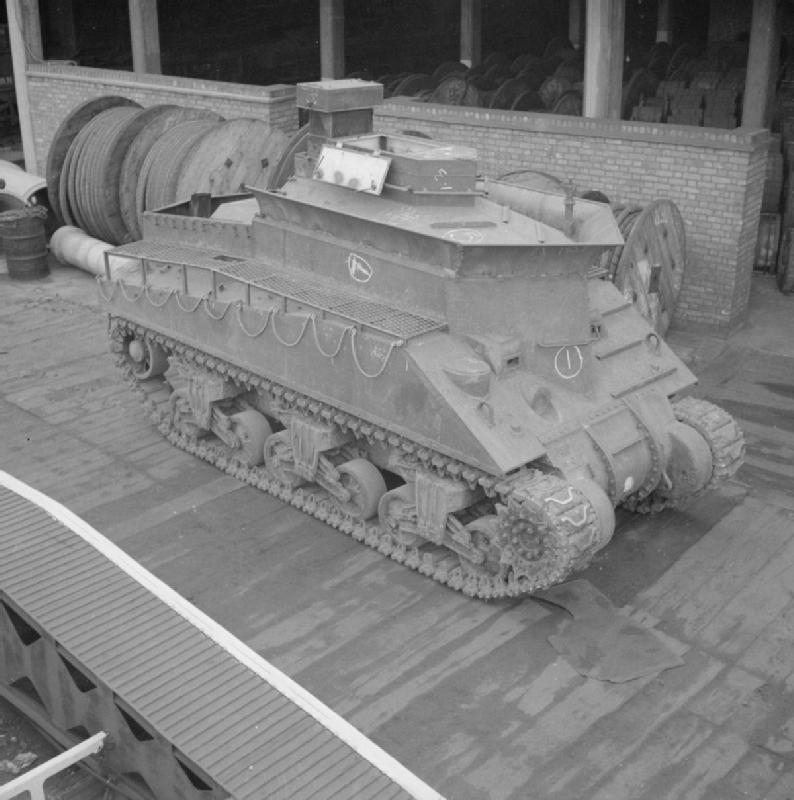
海灘裝甲回收車（BARV）。

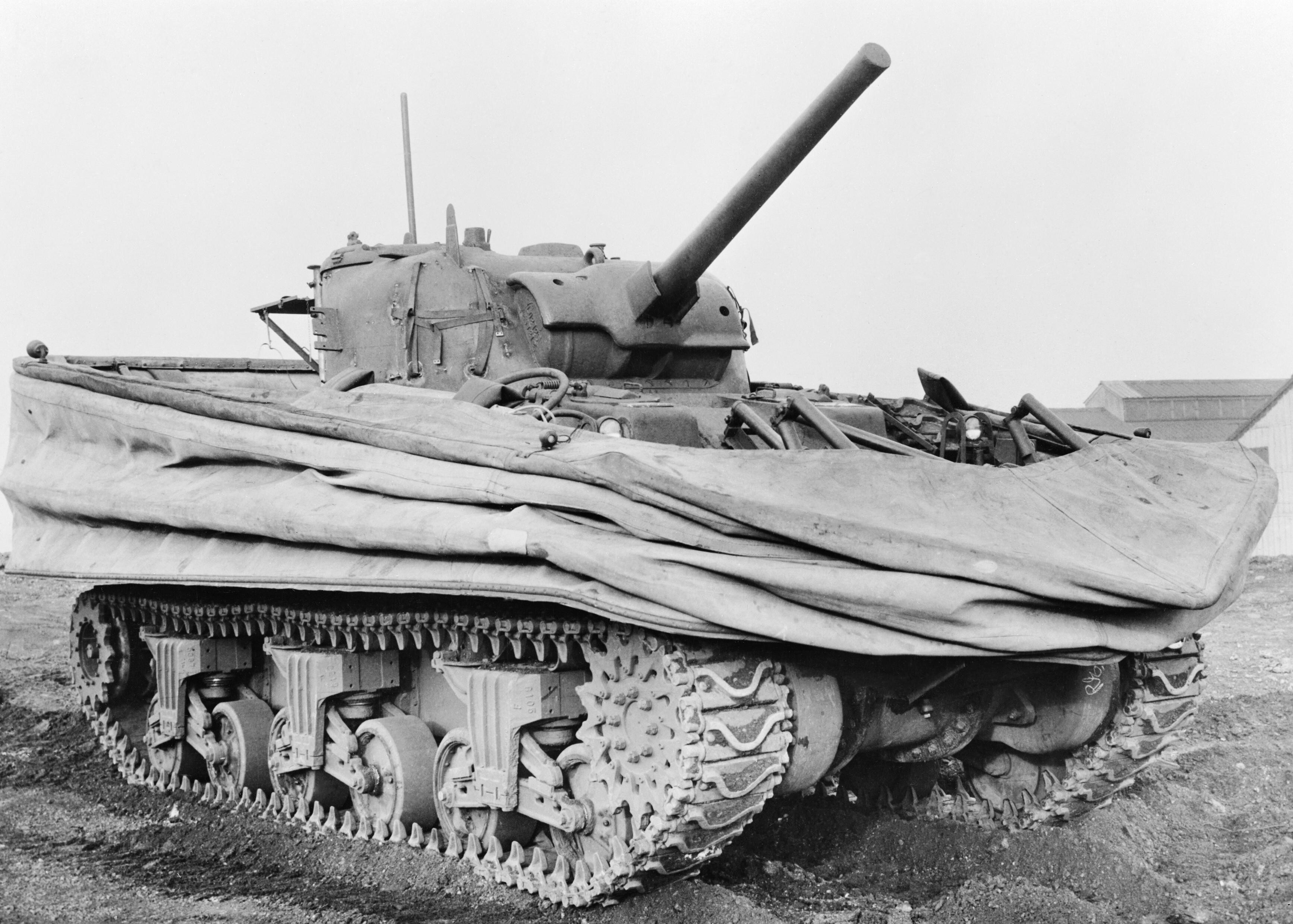
雪曼DD坦克。

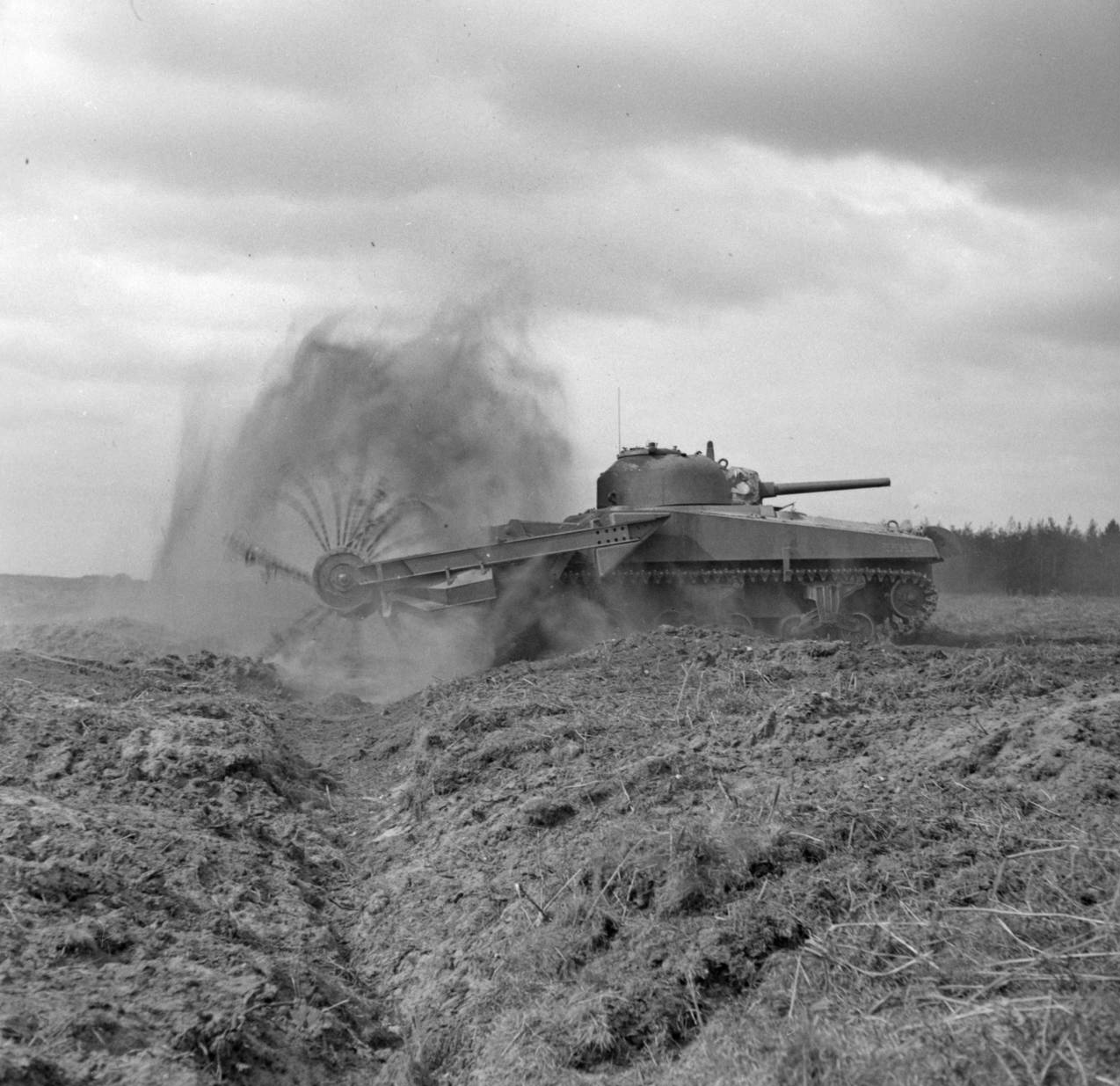
雪曼螃蟹。

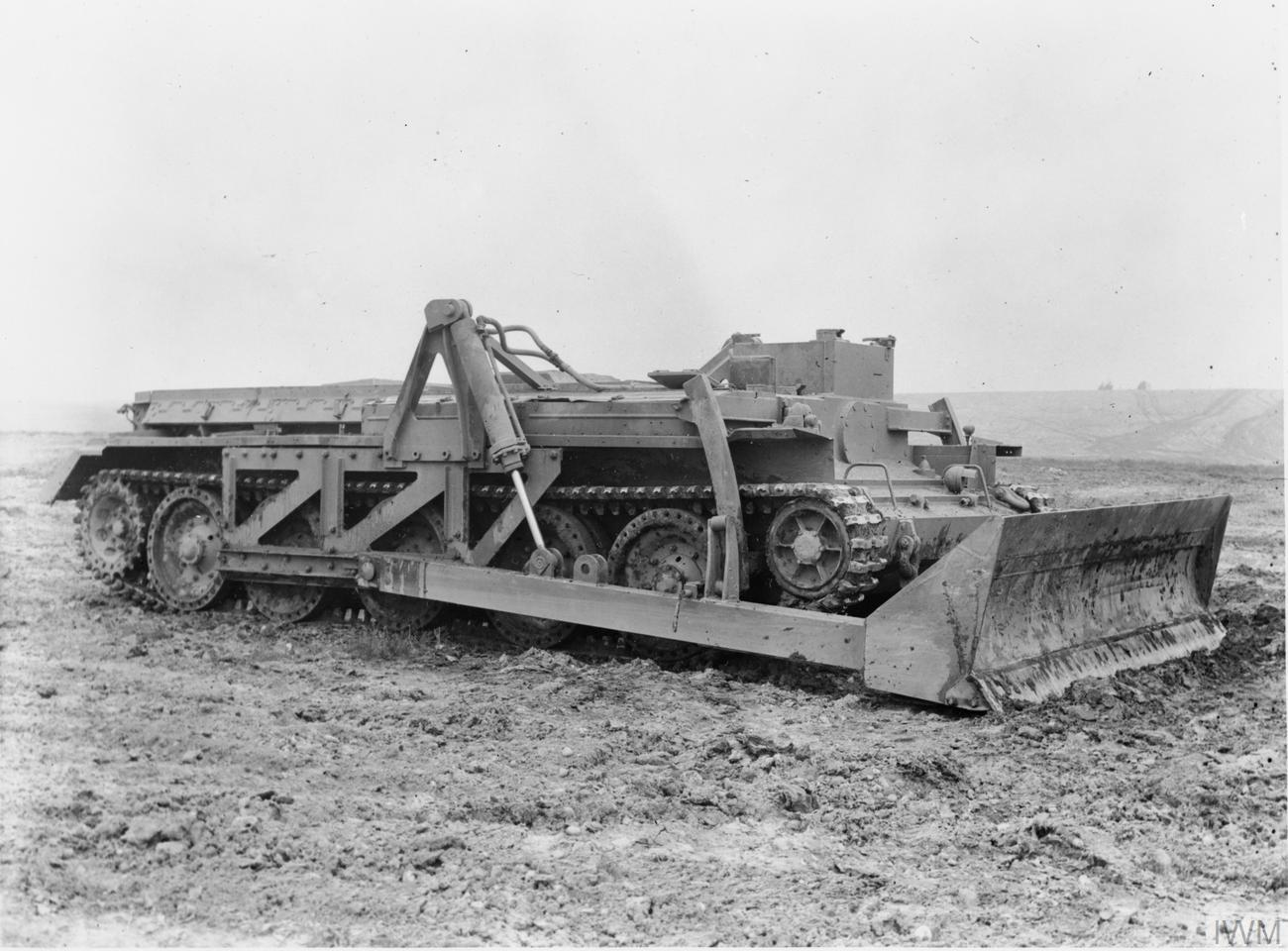
人馬座推土機。

在1942年8月迪耶普战役之後，盟軍發現他們的坦克在登陸灘頭前總是受到德軍各種障礙物阻擋，困於原地動彈不得，最終被擊毀。為此，英軍決定立即開發各種特殊用途的車輛，英國陸軍元帥艾倫布魯克子爵任命了當時為少將的珀西·霍巴特作為第79裝甲師指揮官，領導整個計劃，而這個裝甲師也變成了一個非主力作戰的裝甲工兵部隊，主要為盟軍提供一般部隊無法完成的各種奇特任務，同時第79裝甲師因為所裝備的車輛外型趣怪，因此又名為「霍巴特滑稽坦克」，不過英國陸軍元帥蒙哥馬利及美軍的艾森豪威爾對這個部隊的實際用途相當懷疑。
其實在霍巴特滑稽坦克前，盟軍也進行過多種相似用途的改裝測試，例如在北非戰場以馬提爾達II改裝的蠍子排雷坦克，蘇聯T-34也有改裝成排雷型、近戰支援型、架橋型、柴捆運送型等，不過第79裝甲師的兵員數量最多，終戰時達21,430人，有1,566輛各式裝甲車輛。
1944年尾，霍巴特在諾曼第戰役中以事實向蒙哥馬利及艾森豪威爾證明了各種滑稽坦克存在價值，蒙哥馬利也認為美軍應該裝備類似車輛，艾森豪威爾則對DD坦克有興趣但把決定權交給奧馬爾·布拉德利上將。美國陸軍第9軍團亦有類似的多用途坦克部隊，但美軍普遍習慣向第79裝甲師要求協助。

## 設計
滑稽坦克最主要用作改裝的是當時服役數量極大的邱吉爾坦克及雪曼坦克，因為邱吉爾坦克具有良好的越野及防禦能力，而雪曼坦克則擁有極佳的機動性和可靠性。
以下為各式改裝型號和用途的詳述：
- 鱷魚 - 以邱吉爾VII把車頭機槍改為火焰噴射器，車尾拖一架輪式油缸，可裝1820公升燃料[3]，火焰射程超過100碼，對付碉堡及塹壕相當有效，能使敵軍士兵產生巨大的心理恐懼。

- AVRE（英语：Armoured Vehicle Royal Engineers） - 皇家工兵裝甲載具（Armoured Vehicle, Royal Engineers），以邱吉爾III或邱吉爾IV的旋轉炮塔配290毫米大口徑迫擊炮（Petard Spigot mortar），主要對付德軍的碉堡和路障，所發射的40磅（18公斤）炮彈又名「飛天垃圾桶」（Flying Dustbin），內裝28磅高爆彈頭[4]（二戰後改用165毫米口徑皇家兵工廠L9爆破炮，發射黏着榴彈），另外亦可加裝其他配件如：
  - 帆布捲筒 - 車頭裝有10-英尺（3.0-）闊鋼管強化帆布捲筒[5]，登陸時在流沙及軟地上以自身帶頭為友軍車輛開路。
  - 柴捆 - 炮塔前車體頂部存放木頭及柴捆，當遇到大型彈坑或反坦克壕可直接把柴捆投入其中，另外可在車尾拖一個滑行拖板存放更多柴捆[5]。
  - 突擊橋 - 拆除炮塔，車頂配備30-英尺（9.1-）長小型開合式金屬橋[5]，承重40噸[4]，展開時間只需30秒。
  - 牛角犁 - 車頭裝有排雷犁[4][5]。
  - 雙洋蔥 - 炸藥安放車，車頭附加的掛架上裝有多個大型金屬盒式炸藥，可在安全距離上炸爛12尺高的混凝土防禦工事[6]。
- ARK - 拆除炮塔，加裝活動式橋架的裝甲架橋車（Armoured Ramp Carrier），在車體上展開後可讓其他車輛直接在橋上行駛。

- 螃蟹 - 雪曼坦克加裝滾動鐵鏈轉輪，以鐵鏈滾動時力量鞭打地面引爆地雷，轉軸邊緣上裝有鋸齒，以剪斷鐵絲網，後期型加裝內有石灰粉的傾斜盒子作安全路線標記[5]。
- DD坦克 - DD為「兩棲行駛」（Duplex Drive），在雪曼坦克及華倫泰坦克（訓練用途）上加裝防水漂浮簾布[5]，使車輛可在海上航行，成為登陸時作第一波裝甲力量。
- 海灘裝甲回收車（BARV） - 裝備皇家電機機械工兵（Royal Electrical and Mechanical Engineers），並非第79裝甲師的一員，以雪曼坦克拆除炮塔，改為裝上大型金屬防水外殼，可在9-英尺（2.7-）深的水面航行，用作拖曳其他車輛上岸或拖離損壞車輛避免阻擋登陸點[5]。
- 水牛履帶登陸載具 - 英軍版本的LVT4，為兩棲登陸車輛[5]。
- 裝甲推土機 - 常見型號為卡特彼勒（Caterpillar）D8推土機，附有裝甲以保護駕駛員及引擎，用作在灘頭清理障礙物、填塞彈坑等。

- 人馬座推土機 - 因一般裝甲推土機速度太低，唯有以克倫威爾坦克拆除炮塔，加裝以油壓操作的推土鏟，以伴隨坦克隊伍快速前進[5]。

- 格蘭特河道防衛燈（Canal Defence Light，CDL） - 為了保密故意取的奇怪名稱，在英軍的M3李戰車炮塔或其他裝甲車輛頂部裝上碳電弧探照燈，強光從車內狹縫射出，夜戰時用於眩蔽敵軍，不易暴露自身位置。此型車輛在突出部之役才首次使用，作制造假月光用途[5]。

## 二戰後的用途
英國陸軍在時仍裝備人馬座推土機，邱吉爾AVRE及海灘裝甲回收車亦小量服役至1960年代，後被百夫長坦克和酋長坦克的工兵改進型取代，百夫長AVRE 165（配165毫米口徑皇家兵工廠L9爆破炮）一直服役至1991年波斯灣戰爭。時至今日，皇家工兵團裝備挑戰者2主戰坦克衍生型泰坦裝甲架橋車及特洛伊人戰鬥工程車，而美軍的M728戰鬥工程車也裝有L9爆破炮，具有類似用途。

## 補充閱讀
- Delaforce, Patrick. Churchill's Secret Weapons: The Story of Hobart's Funnies. (2007) ISBN 9781844154647

## 外部連結
- 奧馬爾·布拉德利傳記 Archive.today的存檔，存档日期2012-07-20
- 皇家工兵團博物館-皇家工兵團與君王行動
- 皇家工兵團博物館-珀西·霍巴特傳記
- 皇家工兵團博物館-皇家工兵團與二戰